# Алия Бейсенова
Алия Сарсенова Бейсенова (на казахски: Әлия Сәрсенқызы Бейсенова) е съветска и казахстанска географка и университетска преподавателка, доктор на географските науки (1984), професор (1985), академик на Националната академия на науките на Република Казахстан. Заслужил работник е на Висшето училище в Казахстан (1987), член на Националната комисия за семейството и жените в кабинета на президента на Република Казахстан (1999).

## Биография
Родена е на 25 март 1932 г. в Атасу, Казахстанска ССР, СССР. Автор е на учебници, методически ръководства по география на Казахстан за висшите и средните училища. Организира и ръководи Катедрата по екология в Казахския национален педагогически университет. Основните ѝ научни разработки са посветени на историята на физикогеографските изследвания на територията на Казахстан и екологичните проблеми. Наградена е с орден „Знак на честта“.

## Научни трудове
- Исследования природы Казахстана, А.-А., 1979:
- Физико-географические исследования Казахстана, А.-А., 1982;
- Первооткрыватели природы Казахстана, А.-А., 1986;
- Исследование природы Казахстана и развитие физико-географических идей, А., 1990.